# Gourdon, Saône-et-Loire
Gourdon är en kommun i departementet Saône-et-Loire i regionen Bourgogne-Franche-Comté i östra Frankrike. Kommunen ligger i kantonen Mont-Saint-Vincent som tillhör arrondissementet Chalon-sur-Saône. År 2022 hade Gourdon 891 invånare.

## Befolkningsutveckling
Antalet invånare i kommunen Gourdon
| Referens: INSEE |